# Campionato europeo maschile di pallacanestro 1971
Il 17º Campionato Europeo Maschile di Pallacanestro FIBA (noto anche come FIBA EuroBasket 1971) si è tenuto dal 10 al 19 settembre 1971 nella Germania Ovest.
I Campionati europei maschili di pallacanestro sono una manifestazione biennale tra le squadre nazionali organizzata dalla FIBA Europe.

## Partecipanti
Partecipano dodici nazionali divise in due gruppi da sei squadre.
| Gruppo A                                                                   | Gruppo B                                                              |
| -------------------------------------------------------------------------- | --------------------------------------------------------------------- |
| - Germania Ovest - Francia - Polonia - Romania - Unione Sovietica - Spagna | - Bulgaria - Israele - Italia - Jugoslavia - Cecoslovacchia - Turchia |

## Prima fase
La vincente di ogni gara si aggiudica due punti, la perdente uno. Le prime due accedono alle semifinali, la terza e la quarta alle semifinali per i posti dal quinto all'ottavo e le ultime due si disputano i posti dal nono al dodicesimo.

### Gruppo A
| Gara | Team 1           | Team 2           | 1.T.  | 2.T.  | Supp. | Finale |
| ---- | ---------------- | ---------------- | ----- | ----- | ----- | ------ |
| A1   | Francia          | Spagna           | 27:37 | 39:42 | –     | 66:79  |
| A2   | Romania          | Unione Sovietica | 29:41 | 26:42 | –     | 55:83  |
| A3   | Polonia          | Germania Ovest   | 46:42 | 32:31 | –     | 78:73  |
| A4   | Romania          | Francia          | 34:29 | 31:35 | –     | 65:64  |
| A5   | Spagna           | Polonia          | 40:38 | 30:45 | –     | 70:83  |
| A6   | Unione Sovietica | Germania Ovest   | 41:24 | 50:30 | –     | 91:54  |
| A7   | Polonia          | Francia          | 44:32 | 47:33 | –     | 91:65  |
| A8   | Romania          | Germania Ovest   | 32:35 | 47:34 | –     | 79:69  |
| A9   | Unione Sovietica | Spagna           | 60:17 | 58:41 | –     | 118:58 |
| A10  | Romania          | Polonia          | 39:39 | 35:41 | –     | 74:80  |
| A11  | Unione Sovietica | Francia          | 43:20 | 32:43 | –     | 75:63  |
| A12  | Spagna           | Germania Ovest   | 43:39 | 30:30 | –     | 73:69  |
| A13  | Unione Sovietica | Polonia          | 47:43 | 47:30 | –     | 94:73  |
| A14  | Romania          | Spagna           | 33:33 | 43:39 | –     | 76:72  |
| A15  | Francia          | Germania Ovest   | 27:47 | 37:41 | –     | 64:88  |

### Gruppo B
| Gara | Team 1         | Team 2         | 1.T.  | 2.T.  | Supp. | Finale |
| ---- | -------------- | -------------- | ----- | ----- | ----- | ------ |
| B1   | Israele        | Italia         | 32:46 | 36:41 | –     | 68:87  |
| B2   | Cecoslovacchia | Turchia        | 40:32 | 48:37 | –     | 88:69  |
| B3   | Jugoslavia     | Bulgaria       | 34:41 | 36:28 | –     | 70:69  |
| B4   | Turchia        | Israele        | 43:46 | 54:42 | –     | 97:88  |
| B5   | Cecoslovacchia | Jugoslavia     | 25:43 | 41:38 | –     | 66:81  |
| B6   | Italia         | Bulgaria       | 36:31 | 42:38 | –     | 78:69  |
| B7   | Turchia        | Jugoslavia     | 27:39 | 36:47 | –     | 63:86  |
| B8   | Israele        | Bulgaria       | 40:44 | 35:54 | –     | 75:98  |
| B9   | Italia         | Cecoslovacchia | 31:32 | 43:28 | –     | 74:60  |
| B10  | Bulgaria       | Cecoslovacchia | 51:39 | 34:35 | –     | 85:74  |
| B11  | Israele        | Jugoslavia     | 54:60 | 38:58 | –     | 92:118 |
| B12  | Turchia        | Italia         | 31:36 | 22:31 | –     | 53:67  |
| B13  | Israele        | Cecoslovacchia | 40:55 | 45:58 | –     | 85:113 |
| B14  | Bulgaria       | Turchia        | 46:39 | 41:21 | –     | 87:60  |
| B15  | Jugoslavia     | Italia         | 33:30 | 46:38 | –     | 79:68  |

## Fase Finale

### Torneo primo posto
|  | Semifinali       | Semifinali       | Semifinali |            |                  | Primo posto      | Primo posto | Primo posto |  |
|  |                  |                  |            |            |                  |                  |             |             |  |
|  | Polonia          | Polonia          | 75         |            |                  |                  |             |             |  |
|  | Polonia          | Polonia          | 75         |            |                  |                  |             |             |  |
|  | Jugoslavia       | Jugoslavia       | 100        |            |                  |                  |             |             |  |
|  | Jugoslavia       | Jugoslavia       | 100        |            | Unione Sovietica | Unione Sovietica | 69          |             |  |
|  |                  |                  |            |            | Unione Sovietica | Unione Sovietica | 69          |             |  |
|  |                  |                  | Jugoslavia | Jugoslavia | 64               |                  |             |             |  |
|  | Unione Sovietica | Unione Sovietica | Jugoslavia | Jugoslavia | 64               | 93               |             |             |  |
|  | Unione Sovietica | Unione Sovietica |            |            |                  | 93               |             |             |  |
|  | Italia           | Italia           | 66         |            |                  | Terzo Posto      | Terzo Posto | Terzo Posto |  |
|  | Italia           | Italia           | 66         |            |                  |                  |             |             |  |
|  |                  |                  |            |            |                  |                  |             |             |  |
|  |                  |                  |            |            |                  | Italia           | Italia      | 85          |  |
|  |                  |                  |            |            |                  | Italia           | Italia      | 85          |  |
|  |                  |                  |            |            |                  | Polonia          | Polonia     | 67          |  |

### Torneo quinto posto
|  | Semifinali     | Semifinali     | Semifinali     |                |          | Quinto posto  | Quinto posto  | Quinto posto  |  |
|  |                |                |                |                |          |               |               |               |  |
|  | Spagna         | Spagna         | 84             |                |          |               |               |               |  |
|  | Spagna         | Spagna         | 84             |                |          |               |               |               |  |
|  | Bulgaria       | Bulgaria       | 95             |                |          |               |               |               |  |
|  | Bulgaria       | Bulgaria       | 95             |                | Bulgaria | Bulgaria      | 76            |               |  |
|  |                |                |                |                | Bulgaria | Bulgaria      | 76            |               |  |
|  |                |                | Cecoslovacchia | Cecoslovacchia | 99       |               |               |               |  |
|  | Romania        | Romania        | Cecoslovacchia | Cecoslovacchia | 99       | 74            |               |               |  |
|  | Romania        | Romania        |                |                |          | 74            |               |               |  |
|  | Cecoslovacchia | Cecoslovacchia | 87             |                |          | Settimo Posto | Settimo Posto | Settimo Posto |  |
|  | Cecoslovacchia | Cecoslovacchia | 87             |                |          |               |               |               |  |
|  |                |                |                |                |          |               |               |               |  |
|  |                |                |                |                |          | Spagna        | Spagna        | 86            |  |
|  |                |                |                |                |          | Spagna        | Spagna        | 86            |  |
|  |                |                |                |                |          | Romania       | Romania       | 71            |  |

### Torneo nono posto
|  | Semifinali     | Semifinali     | Semifinali     |                |         | Nono posto       | Nono posto       | Nono posto       |  |
|  |                |                |                |                |         |                  |                  |                  |  |
|  | Germania Ovest | Germania Ovest | 99             |                |         |                  |                  |                  |  |
|  | Germania Ovest | Germania Ovest | 99             |                |         |                  |                  |                  |  |
|  | Israele        | Israele        | 76             |                |         |                  |                  |                  |  |
|  | Israele        | Israele        | 76             |                | Francia | Francia          | 70               |                  |  |
|  |                |                |                |                | Francia | Francia          | 70               |                  |  |
|  |                |                | Germania Ovest | Germania Ovest | 76      |                  |                  |                  |  |
|  | Francia        | Francia        | Germania Ovest | Germania Ovest | 76      | 82               |                  |                  |  |
|  | Francia        | Francia        |                |                |         | 82               |                  |                  |  |
|  | Turchia        | Turchia        | 60             |                |         | Undicesimo Posto | Undicesimo Posto | Undicesimo Posto |  |
|  | Turchia        | Turchia        | 60             |                |         |                  |                  |                  |  |
|  |                |                |                |                |         |                  |                  |                  |  |
|  |                |                |                |                |         | Turchia          | Turchia          | 74               |  |
|  |                |                |                |                |         | Turchia          | Turchia          | 74               |  |
|  |                |                |                |                |         | Israele          | Israele          | 84               |  |

## Semifinali
- 9º-12º posto

| Gara | Team 1         | Team 2  | 1.T.  | 2.T.  | Supp. | Finale |
| ---- | -------------- | ------- | ----- | ----- | ----- | ------ |
| 31   | Germania Ovest | Israele | 48:31 | 51:45 | –     | 99:76  |
| 32   | Francia        | Turchia | 41:26 | 41:34 | –     | 82:60  |

- 5º-8º posto

| Gara | Team 1  | Team 2         | 1.T.  | 2.T.  | Supp. | Finale |
| ---- | ------- | -------------- | ----- | ----- | ----- | ------ |
| 33   | Spagna  | Bulgaria       | 42:50 | 42:45 | –     | 84:95  |
| 34   | Romania | Cecoslovacchia | 38:54 | 36:33 | –     | 74:87  |

- 1º-4º posto

| Gara | Team 1           | Team 2     | 1.T.  | 2.T.  | Supp. | Finale |
| ---- | ---------------- | ---------- | ----- | ----- | ----- | ------ |
| 35   | Polonia          | Jugoslavia | 36:51 | 39:49 | –     | 75:100 |
| 36   | Unione Sovietica | Italia     | 48:29 | 45:37 | –     | 93:66  |

## Finali
- 11º posto

| Gara | Team 1  | Team 2  | 1.T.  | 2.T.  | Supp. | Finale |
| ---- | ------- | ------- | ----- | ----- | ----- | ------ |
| 37   | Turchia | Israele | 39:48 | 35:36 | –     | 74:84  |

- 9º posto

| Gara | Team 1  | Team 2         | 1.T.  | 2.T.  | Supp. | Finale |
| ---- | ------- | -------------- | ----- | ----- | ----- | ------ |
| 38   | Francia | Germania Ovest | 38:31 | 32:45 | –     | 70:76  |

- 7º posto

| Gara | Team 1 | Team 2  | 1.T.  | 2.T.  | Supp. | Finale |
| ---- | ------ | ------- | ----- | ----- | ----- | ------ |
| 39   | Spagna | Romania | 45:40 | 41:31 | –     | 86:71  |

- 5º posto

| Gara | Team 1   | Team 2         | 1.T.  | 2.T.  | Supp. | Finale |
| ---- | -------- | -------------- | ----- | ----- | ----- | ------ |
| 40   | Bulgaria | Cecoslovacchia | 45:42 | 31:57 | –     | 76:99  |

- 3º posto

| Gara | Team 1 | Team 2  | 1.T.  | 2.T.  | Supp. | Finale |
| ---- | ------ | ------- | ----- | ----- | ----- | ------ |
| 41   | Italia | Polonia | 35:29 | 50:38 | –     | 85:67  |

- 1º posto

| Gara | Team 1           | Team 2     | 1.T.  | 2.T.  | Supp. | Finale |
| ---- | ---------------- | ---------- | ----- | ----- | ----- | ------ |
| 42   | Unione Sovietica | Jugoslavia | 33:37 | 36:27 | –     | 69:64  |

## Classifica Finale
| Campione d'Europa | Campione d'Europa | Campione d'Europa |
| --- | ----------------- | --- |
| Unione Sovietica4 Tammiste, 5 Paulauskas, 6 Sak'andelidze, 7 Žarmuchamedov, 8 Bološev, 9 Jadėška, 10 S. Belov, 11 Polivoda, 12 Tomson, 13 Korkia, 14 A. Belov, 15 Andreev, All. Vladimir Kondrašin |                   | |
| Argento | Jugoslavia        | Jugoslavia4 Georgievski, 5 Simonović, 6 Jelovac, 7 Knežević, 8 Žorga, 9 Kapičić, 10 Bassin, 11 Ćosić, 12 Vučinić, 13 Plećaš, 14 Čermak, 15 Rukavina, All. Ranko Žeravica                     |
| Bronzo | Italia            | Italia4 Giomo, 5 Flaborea, 6 Recalcati, 7 Iellini, 8 Masini, 9 Bariviera, 10 Zanatta, 11 Meneghin, 12 Marzorati, 13 Serafini, 14 Cosmelli, 15 Bisson, All. Giancarlo Primo                   |
| 4 | Polonia           | Polonia4 Ładniak, 5 Korcz, 6 Dolczewski, 7 Cegielski, 8 Seweryn, 9 Jurkiewicz, 10 Frołów, 11 Cegliński, 12 Kozak, 13 Kalinowski, 14 Durejko, 15 Jedliński, All. Witold Zagórski              |
| 5 | Cecoslovacchia    | Cecoslovacchia4 Novický, 5 Zídek, 6 Konopásek, 7 Pospíšil, 8 Kos, 9 Baroch, 10 Mifka, 11 Zedníček, 12 Bobrovský, 13 Brabenec, 14 Sako, 15 Růžička, All. Nikolaj Ordnung                      |
| 6 | Bulgaria          | Bulgaria4 Pejčev, 5 Filipov, 6 Pandov, 7 Dojčinov, 8 Čanev, 9 Jankov, 10 Paspalanov, 11 Golomeev, 12 Petrov, 13 Kirov, 14 Rajčev, 15 Hristov, All. Dimităr Mitev                             |
| 7 | Spagna            | Spagna4 Martínez Arroyo, 5 Ramos, 6 Martínez, 7 Margall, 8 Rullán, 9 Santillana, 10 E. Rodríguez, 11 Buscató, 12 Sagi-Vela, 13 Luyk, 14 Brabender, 15 C. Rodríguez, All. Antonio Díaz-Miguel |
| 8 | Romania           | Romania4 Georgescu, 5 Chivulescu, 6 Pârșu, 7 Savu, 8 Niculescu, 9 Albu, 10 Dragomirescu, 11 Diaconescu, 12 Cîmpeanu, 13 Tarău, 14 Oczelak, 15 Popa, All. Alexandru Popescu                   |
| 9 | Germania Ovest    | Germania Ovest4 Uhlig, 5 Dieter, 6 Pfeiffer, 7 Loibl, 8 Brand, 9 Pethran, 10 Pollex, 11 Urmitzer, 12 Geschwindner, 13 Wohlers, 14 Keller, 15 Thimm, All. Theodor Schober                     |
| 10 | Francia           | Francia4 Ledent, 5 Tassin, 6 Gilles, 7 Wilm, 8 Gasnal, 9 Magnin, 10 Bonato, 11 Staelens, 12 Longueville, 13 Lespinasse, 14 Cachemire, 15 Durand, All. Joë Jaunay                             |
| 11 | Israele           | Israele4 Leja, 5 Teichner, 6 Brody, 7 Turenshine, 8 Keren, 9 Schwartz, 10 Starkman, 11 Inbar, 12 Barzily, 13 Marzel, 14 Zuchman, 15 Yanai, All. Shimon Shelah                                |
| 12 | Turchia           | Turchia4 Tan, 5 Küce, 6 Vekiloğlu, 7 Durusel, 8 İlkbaşaran, 9 Erdenay, 10 Ersözlü, 11 Tosun, 12 İnce, 13 Sürücü, 14 Güney, 15 Alp, All. Mehmet Baturalp                                      |

## Premi individuali

### MVP del torneo
- Krešimir Ćosić

### Miglior quintetto del torneo
- Playmaker:  Sergej Belov
- Guardia tiratrice:  Modestas Paulauskas
- Ala piccola:  Edward Jurkiewicz
- Ala grande:  Krešimir Ćosić
- Centro:  Atanas Golomeev